# Shivaree
Gli Shivaree sono stati un gruppo musicale pop rock statunitense.

## Storia
La band entrò in attività nel 1997. Il nome è un termine Cajun, derivante dal francese charivari e in uso nei territori a ovest del Mississippi, che indica una serenata improvvisata e rumorosa, in genere realizzata con strumenti di fortuna (coperchi di bidone e pentolame) per dei novelli sposi. Nella formazione originale, il gruppo era composta da Ambrosia Parsley (voce), Danny McGough (tastiere) e Duke McVinnie (chitarra). Nei loro lavori discografici e nelle performance live, gli Shivaree collaborarono con molti altri musicisti.
La loro fama si deve alla canzone Goodnight Moon singolo di successo e primo estratto dal loro album di debutto I Oughtta Give You a Shot in the Head for Making Me Live in This Dump (1999): la canzone fu utilizzata dal 2001 per alcuni spot pubblicitari della Breil, inserita all'interno del telefilm Dawson's Creek e nella colonna sonora di molti film, tra cui il francese Ni reprise ni échangè, Silver Linings Playbook e soprattutto Kill Bill: Volume 2 di Quentin Tarantino. Dall'album fu estratto un ulteriore singolo, Bossa Nova, mentre il brano Little Black Mess fu utilizzato in un episodio della serie Weeds.
Nel 2000 pubblicarono il loro primo EP dal titolo Corrupt and Immoral Transmissions, mentre il secondo album, Rough Dreams uscì nel 2002, preceduto dal singolo John 2/14. Solo per il mercato radiofonico esce il singolo After The Prince And The Showgirl. Rough Dreams non fu mai pubblicato in Nord America a causa di disaccordi contrattuali tra la band e la casa discografica Capitol Records; col termine del contratto fu annunciato lo scioglimento della band, che in realtà continuò la propria attività con l'etichetta indipendente Zoe.
Nel 2004 fu infatti pubblicato il secondo EP Breach, e l'anno successivo uscì il terzo album Who's Got Trouble?, dal quale vennero estratti i singoli I Close My Eye e New Casablanca. Un terzo singolo promozionale, 2 Far, fu destinato al solo mercato radiofonico.
Nel 2007 gli Shivaree pubblicarono il loro quarto e ultimo album Tainted Love: Mating Calls and Fight Songs, composto di sole cover, dal quale fu estratto il singolo Cold Blooded (originariamente cantata da Rick James). Il gruppo si sciolse lo stesso anno dopo un breve tour promozionale per quest'ultimo lavoro.
Dallo scioglimento della band, gli ex-componenti continuano a lavorare in modo indipendente con altri artisti come turnisti e produttori. Ambrosia Parsley, come solista, ha pubblicato gli album Weeping Cherry (2013) e Catskill Christmas (2017), e l'EP I Miss You. I Do con etichette indipendenti.

## Discografia

### Album in studio
- 1999 – I Oughtta Give You a Shot in the Head for Making Me Live in This Dump
- 2002 – Rough Dreams
- 2005 – Who's Got Trouble?
- 2007 – Tainted Love: Mating Calls and Fight Songs

### EP
- 2000 – Corrupt and Immoral Transmissions
- 2004 – Breach

### Singoli
- 2002 – After The Prince And The Showgirl
- 2005 – 2 Far
- 2007 – Cold Blooded

### Videoclip
- 1999 – Goodnight Moon
- 1999 – Bossa Nova
- 2002 – John 2/14
- 2005 – I Close My Eyes
- 2005 – New Casablanca